# Yu Yong-hyeon
Yu Yong-hyeon (kor. 유용현; * 27. Februar 2000) ist ein südkoreanischer Fußballspieler.

## Karriere
Yu Yong-hyeon erlernte das Fußballspielen in den Schulmannschaften der Suwon Singok Elementary School, Seongnam Migeum Elementary School und Pungsaeng Middle School sowie in der Jugendmannschaft des SOL FC. Seinen ersten Profivertrag unterschrieb der Südkoreaner 2019 in Japan bei Fagiano Okayama. Der Verein aus Okayama, einer Hafenstadt in der Präfektur Okayama auf Honshū, der Hauptinsel von Japan, spielte in der zweithöchsten japanischen Liga, der J2 League. Bis 2021 absolvierte er drei Zweitligaspiele. Im März 2022 wechselte er auf Leihbasis zum Viertligisten Kōchi United SC. Für den Klub aus Kōchi kam er nicht zum Einsatz. Nach der Ausleihe kehrte er nach Okayama zurück um direkt im Anschluss einen Vertrag beim südkoreanischen Fußballfranchise Gyeongnam FC in Changwon zu unterschreiben. Das Franchise spielte er in der zweiten Liga des Landes. Nachdem er hier nicht zum Einsatz gekommen war, wechselte er im Juli 2023 nach Thailand, wo er in Chiangrai einen Vertrag beim Erstligisten Chiangrai United unterschrieb. Nach 21 Erstligaspielen wurde sein Vertrag im Sommer 2024 nicht verlängert. Ende Juli 2024 kehrte er in sein Heimatland zurück. Hier nahm ihn der Zweitligist Cheonan City FC aus Cheonan unter Vertrag.